# 新北市三峽區民義國民小學
新北市三峽區民義國民小學是位於新北市三峽區白雞路 40 號上的一個地處三峽郊區的國民小學，该學校由黃欉出資興建。

## 校史
1964 年黃欉成立「大埔國民小學民義分校」，由陳炤賢任分校主任。1969年正式奉准設校並取名「台北縣三峽鎮民義國民小學」，1976年獲軍方資源增建第一座司令台並且開辦廚房。1997 年 民義兒童改名為「民義學園」，第一屆民義國小附設幼兒園也在1999 年開班。
2003民義國小與台北大學「活絡國小英語教學」合作計畫。2007 年獲全國中小學特色學校暨台灣遊學國際博覽會特色學校。2010 年 臺北縣升格為直轄市(新北市)，並改制為「新北市三峽區民義國民小學」。2016 年獲新北國小學童潔牙比賽乙組第一名。

## 歷任校長
| 項次 | 姓名   | 任期      | 職位       |
| ---- | ------ | --------- | ---------- |
| 1    | 陳炤賢 | 1964-1969 | 主任(分校) |
| 2    | 高明熾 | 1969-1976 | 校長       |
| 3    | 傅文琴 | 1976-1981 | 校長       |
| 4    | 何正義 | 1981-1987 | 校長       |
| 5    | 黃金淵 | 1987-1991 | 校長       |
| 6    | 莊清美 | 1991-1997 | 校長       |
| 7    | 石玉森 | 1997-2001 | 校長       |
| 8    | 莊清美 | 2001-2005 | 校長       |
| 9    | 莊慧貞 | 2005-2011 | 校長       |
| 10   | 葉錫鑫 | 2011-2013 | 校長       |
| 11   | 黃國柱 | 2013-2018 | 校長       |
| 12   | 徐福海 | 2018-2024 | 校長       |
| 13   | 許仁利 | 2024-迄今 | 校長       |

## 外部連結
- 新北市三峽區民義國民小學 （页面存档备份，存于）
- 教育部綠色學校夥伴網站 （页面存档备份，存于）